# Рогульник вырезной
Рогульник вырезной, также рогульник выемчатолистный, рогульник Максимовича, водяной орех Максимовича (лат. Trapa incisa)  — однолетнее водное растение; вид рода Рогульник семейства Дербенниковые (Lythraceae).
Ареал включает восточную часть Китая, Корею, Японию в России встречается  на Дальнем Востоке (по Амуру и его притокам, в Приморском крае), Краснодарском крае.
Растёт в озёрах, заводях и старицах медленно текущих рек на глубине от 20 до 150 см. У растения характерный плод, внешне напоминающий голову быка, с одним крупным крахмалистым семенем.
Стебель находится под водой, развивается весной из плода и достигает поверхности воды. Корни расположены на погруженном в воду стебле и имеют вид подводных листьев.

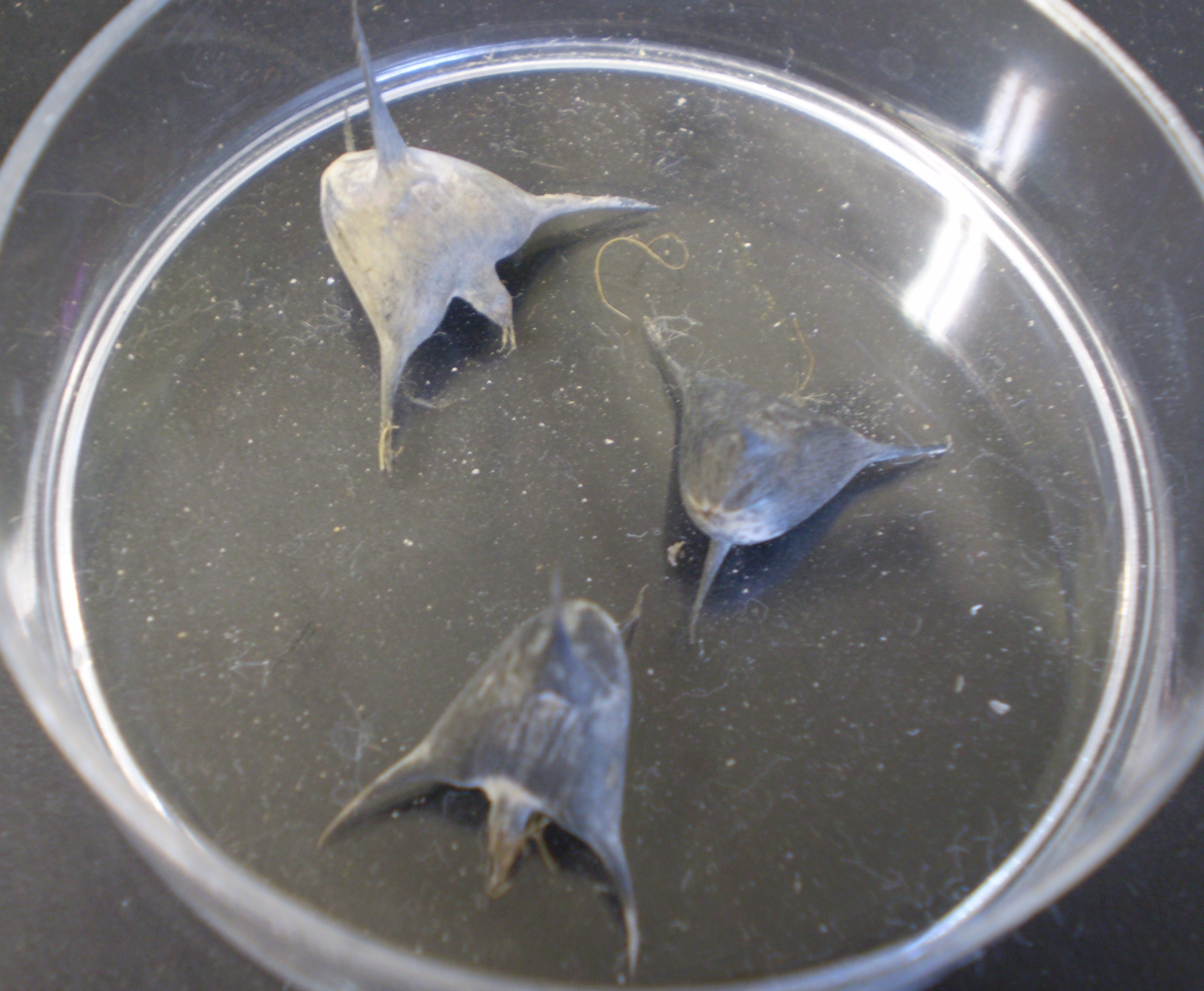
Плоды растения

Плод двурогий, по верхним рогам 1,8—2,5 см ширины, 1,1—1,4 см высоты, тонкокожистый.